# 沃爾冰川 (瑟斯頓島)
沃爾冰川（英語：Warr Glacier），是南極洲的冰川，位於埃爾斯沃思地的瑟斯頓島，最終注入默菲灣西南部，以美國海軍的航空機械軍士命名，現時由南極條約體系管理。